# Nhà hát Chèo Thái Bình
Nhà hát Chèo Thái Bình là đơn vị hoạt động nghệ thuật chèo chuyên nghiệp gồm có 2 đoàn nghệ thuật chèo hoạt động chủ yếu tại tỉnh Thái Bình. Nhà hát chèo Thái Bình được thành lập từ ngày 1/8/1959. Nhà hát đóng tại đường Đoàn Nguyễn Tuấn, thành phố Thái Bình, tỉnh Thái Bình. Đây là một đơn vị nghệ thuật thuộc chiếng Chèo xứ Nam, nơi có phong trào hát chèo không chuyên phát triển bậc nhất ở Việt Nam. Thái Bình hiện cũng là địa phương được giao chủ trì lập hồ sơ đề nghị UNESCO ghi danh nghệ thuật chèo đồng bằng sông Hồng là di sản văn hóa thế giới. Từ tháng 6/2019, Nhà hát Chèo Thái Bình lại có thêm Đoàn Cải lương Thái Bình và Đoàn Ca múa kịch Thái Bình sáp nhập về.

## Nghệ thuật chèo ở Thái Bình
Nếu như Hà Nội (với 3 Nhà hát Chèo Việt Nam, Hà Nội và Quân đội) là cái nôi của nghệ thuật chèo chuyên nghiệp, kinh đô Hoa Lư (Ninh Bình) là đất tổ của sân khấu chèo thì Thái Bình được xem là cái nôi của phong trào hát chèo quần chúng. Trước Cách mạng tháng Tám số phường gánh hội chèo Thái Bình nở rộ khá đông đảo được hình thành, phát triển từ yêu cầu thưởng thức nghệ thuật của bà con lối xóm trong các hội làng, số phường gánh lớn mạnh thường gắn kết với số lễ hội có lịch sử lâu dài trong vùng thông qua những ước định về cúng tế lễ tiết hòa vào vô số ràng buộc của tín ngưỡng tập quán bản địa. Với ba vùng chèo: chèo Hà Xá, chèo Sáo Đền, chèo Khuốc, cùng với các nghệ nhân hát hay, diễn giỏi nổi tiếng: cụ Nguyễn Mầm, Tống Văn Ngũ (tức Năm Ngũ), Nguyễn Tích, Trần Văn Linh (tức Hai Sinh), Cao Kim Trạch, Giáo sư Hà Văn Cầu... chèo Thái Bình đã nổi tiếng khắp trong và ngoài nước.
Thống kê tới năm 2015 cho thấy Thái Bình cùng với Ninh Bình là 2 tỉnh sinh ra nhiều nghệ sĩ nhân dân hát chèo nhất với 5 NSND mỗi tỉnh. Đến năm 2021, Thái Bình đã vươn lên dẫn đầu với 8 NSND chèo.
Đoàn Chèo Thái Bình, thành lập theo quyết định của Ủy ban nhân dân tỉnh Thái Bình. Nghệ thuật biểu diễn theo dòng chèo Khuốc, với các nghệ nhân như bác Na, bác Phụ. Những vở diễn chính: "Quan Âm Thị Kính", "Suý Vân", "Cô gánh hàng hoa", "Cô gái làng chèo". Năm 1986, đoàn được cử đi biểu diễn ở Bungari, Hungari và Tiệp Khắc nhân Tuần lễ văn hoá Việt Nam tổ chức ở các nước đó. Nghệ sĩ Ưu tú tiêu biểu: Mạnh Tường, Thuý Hiền. Cho đến nay nghệ sỹ ưu tú Đình Cương là nghệ sỹ được đông đảo quần chúng yêu mến và biết đến không chỉ trong nước mà còn cả ở nước ngoài.
Năm 2021 Sở Văn hóa, Thể thao và Du lịch tỉnh Thái Bình đã xây dựng hồ sơ "Nghệ thuật chèo đồng bằng sông Hồng" để trình UNESCO đưa vào danh sách di sản văn hóa phi vật thể đại diện của nhân loại.

## Các tác phẩm
Quan Âm Thị Kính, Suý Vân, Lưu Bình Dương Lễ, Trinh Nguyên, Trương Viên, Thạch Sanh, Tấm Cám, Phạm Ngũ Lão, Trần Quốc Toản ra quân, Nguyễn Trãi - Nhiếp Chính ỷ Lan, Cô Hàng Rau, Ni Cô Đàm Vân, Nàng Sita, Chiếc bóng oan khiên, Nữ tú tài, Chinh phụ hai chồng, Giông tố cuộc đời, Người tử tù mất tích - Cô gái làng chèo, Ngọc sáng vương triều, Nỗi đau tình mẹ, Tình oan Điện Ngọc, Tiếng hát đưa nôi, Kiếp người cần che chở, Đồng tiền vạn lịch, Nàng chúa ong, Tống Trân Cúc Hoa, Chuyện tình Nàng Kim Giao...

## Thành tích

### Cuộc thi chèo
- Năm 2020, Tại Cuộc thi Tài năng trẻ diễn viên Chèo toàn quốc năm 2020 đã diễn ra tại Hà Nam, Nhà hát Chèo Việt Nam đã xuất sắc giành 1 huy chương vàng (Lê Thị Hồng Vân) và 3 huy chương bạc (Tuyết Nhung, Minh Tâm, Vũ Thị Chuyên) và 2 giải triển vọng khác, xếp thứ sáu các đoàn tham gia theo thành tích huy chương.
- Năm 2019, Tại Liên hoan sân khấu chèo toàn quốc diễn ra tại Bắc Giang, chèo Thái Bình đã xuất sắc giành huy chương vàng cho vở diễn "Trọn nghĩa non sông"; giành 4 huy chương vàng cá nhân (Ánh Điện, Thúy Hà, Xuân Du, Văn Hà) và 4 huy chương bạc, xếp thứ 3/16 đơn vị tham gia theo thành tích huy chương.
- Năm 2017, Cuộc thi Tài năng trẻ Diễn viên sân khấu Tuồng, Chèo chuyên nghiệp toàn quốc diễn ra ở Thanh Hóa, Chèo Thái Bình và chèo Việt Nam cùng xếp thứ nhất 2 HCV của Ngô Thị Hồng Nhung, Đặng Thị Thu Hà và 2 HCB của Lê Thị Hồng Vân, Bùi Thị Hoài.
- Năm 2014, Tại "Cuộc thi tài năng trẻ diễn viên sân khấu Chèo chuyên nghiệp toàn quốc - 2014" diễn ra ở Ninh Bình, Nhà hát Chèo Thái Bình giành 01 HCV (Phạm Thị Thanh Hiện) và 02 HCB (Tạ Thị Miên, Phạm Thị Thúy Hà).[5] Đoàn Thái Bình xếp thứ 3 chung cuộc theo thành tích huy chương.
- Năm 2013, Tại cuộc thi Nghệ thuật Sân khấu chèo chuyên nghiệp toàn quốc 2013 diễn ra ở Hải Phòng[6] Nhà hát Chèo Thái Bình giành Huy chương bạc vở diễn "Doanh điền sứ Nguyễn Công Trứ". Giải cá nhân có 02 Huy chương vàng (Thanh Hiện, NSƯT Ánh Điện) và 06 Huy chương bạc (Quang Lai, Việt Hà, Thạch Bàn, Quang Dũng, NSƯT Văn Bằng, Thúy Hà). Cơ cấu giải thưởng cuộc thi có tổng 03 vở diễn đạt HCV và 06 vở diễn đạt HCB, 42 HCV cá nhân, 68 HCB cá nhân. Xếp thứ 6/17 đoàn tham dự theo thành tích huy chương.
- Năm 2011, Tại Liên hoan Sân khấu Chèo về đề tài hiện đại – 2011 diễn ra ở Thái Bình,[7] Chèo Thái Bình giành Huy chương vàng vở diễn "Đất làng". Giải cá nhân có 04 Huy chương vàng (Phạm Thị Hồng Tươi, Nguyễn Thị Diệu Hằng, NSƯT. Thúy Nga, Quang Lai) và 02 Huy chương bạc (Thanh Khâm, NS. Ánh Điện). Cơ cấu giải thưởng cuộc thi có tổng 03 vở diễn đạt HCV và 03 vở diễn đạt HCB, 27 HCV cá nhân, 50 HCB cá nhân. Xếp hạng 3/13 đoàn tham dự theo thành tích huy chương.
- Năm 2009, Tại Hội diễn sân khấu Chèo chuyên nghiệp toàn quốc - 2009 diễn ra ở Quảng Ninh[8] Nhà hát Chèo Thái Bình giành Huy chương bạc vở diễn "Bát Nàn tướng quân" (Cơ cấu giải hội diễn có 02 vở diễn đạt Huy chương vàng và 05 vở diễn đạt Huy chương bạc). Giải cá nhân có 01 Huy chương vàng (Xuân Du) và 03 Huy chương bạc (Thúy Hà, NSƯT Văn Bằng, Anh Điện). Xếp thứ 7/17 đoàn tham dự về số lượng huy chương.

### Khen thưởng
- Huân chương Lao động hạng Ba (1966)
- Huân chương Lao động hạng Nhì (1984)
- Huân chương Lao động hạng Nhất(1992)
- Huân chương Độc lập hạng Ba (1997)
- Huân chương Độc lập hạng Ba (2009)

Và nhiều bằng khen của Bộ Văn hóa, Ủy ban nhân dân các tỉnh và thành phố và Bộ tư lệnh Quân khu.
- 14 nghệ sĩ được tặng thưởng huân chương kháng chiến chống Mỹ hạng Hai
- 10 nghệ sĩ được tặng thưởng huân chương kháng chiến chống Mỹ hạng Ba
- 16 nghệ sĩ được tặng thưởng huy chương kháng chiến chống Mỹ hạng Nhất

Nhà hát Chèo Thái Bình có tổng 65 diễn viên, nhạc công trong đó 30 nghệ sĩ là hội viên hội nghệ sĩ sân khấu Việt Nam.

## Đề nghị UNESCO ghi danh
- Trong Nghị quyết số 35/2020/NQ-HĐND của Tỉnh Thái Bình ngày 9 tháng 12 năm 2020 đã xác định: Thái Bình sẽ phối hợp hoàn thiện hồ sơ đề nghị UNESCO công nhận nghệ thuật hát Chèo (đồng bằng sông Hồng) là di sản văn hóa phi vật thể đại diện của nhân loại.[10]
- Tại Kết luận Số: 6/TB-VPCP của Thủ tướng Chính phủ Nguyễn Xuân Phúc tại buổi làm việc với lãnh đạo tỉnh Thái Bình ngày 12 tháng 1 năm 2021, Chính phủ Việt Nam đã cho phép tỉnh Thái Bình chủ trì, phối hợp với các địa phương có liên quan lập hồ sơ đề nghị UNESCO công nhận nghệ thuật hát Chèo đồng bằng sông Hồng là di sản văn hoá phi vật thể đại diện của nhân loại: Đồng ý tỉnh Thái Bình chủ trì; giao Bộ Văn hóa, Thể thao và Du lịch hướng dẫn Ủy ban nhân dân tỉnh Thái Bình về trình tự thủ tục, hoàn thiện hồ sơ và trình duyệt theo quy định của pháp luật về Di sản văn hóa. Bộ Ngoại giao hỗ trợ, thúc đẩy trong quá trình UNESCO xem xét, công nhận nghệ thuật hát chèo là di sản văn hóa phi vật thể đại diện của nhân loại.[11]
- Thời gian thực hiện việc xây dựng hồ sơ "Nghệ thuật Chèo đồng bằng sông Hồng" diễn ra từ năm 2021 – 2025, nhằm vinh danh nghệ thuật Chèo đồng bằng sông Hồng là di sản văn hóa phi vật thể đại diện của nhân loại; quảng bá, giới thiệu nghệ thuật Chèo ở quy mô quốc gia và quốc tế; huy động nguồn lực để bảo vệ, phát huy giá trị di sản văn hóa truyền thống nghệ thuật Chèo đồng bằng sông Hồng nói chung, nghệ thuật Chèo ở Thái Bình nói riêng.[12]